# Protoneura dunklei
Protoneura dunklei – gatunek ważki z rodziny łątkowatych (Coenagrionidae). Endemit wyspy Haiti, stwierdzony jedynie w Dominikanie.